# Internationale Luchthaven Baghdad
Internationale Luchthaven Baghdad (IATA: SDA/BGW, ICAO: ORBS/ORBI) (Arabisch: مطار بغداد الدولي; het voormalige Saddam International Airport) is Iraks grootste vliegveld, in een buitenwijk, ongeveer 16 kilometer ten westen van het centrum van Baghdad.
Voor de invasie van Irak in 2003 heette het vliegveld 'Saddam International Airport' naar de voormalige dictator Saddam Hoessein. Hoewel de naam na de invasie is veranderd is de IATAcode nog steeds SDA, maar sommige luchtvaartmaatschappijen gebruiken de code BGW. De ICAOcode was ORBS, maar is veranderd in 2003 in ORBI.

## Geschiedenis

### 1991-2003
De meeste publieke vluchten stopten in 1991, toen de Verenigde Naties sancties oplegden tegen Irak nadat ze Koeweit binnen waren getrokken, tijdens de Golfoorlog. Iraqi Airways was alleen toegewezen om door te gaan met binnenlandse vluchten voor bepaalde periodes. Internationaal was Baghdad alleen bereikbaar door de chartervluchten van medicijnvluchten, EHBO'ers en regeringsmedewerkers.

### 2003-heden
Op 3 april 2003 veroverden de Verenigde Staten Saddam International Airport als deel van de invasie van Baghdad en toen werd de naam meteen veranderd in Baghdad International Airport. Ook alle schilderijen en foto's van Saddam zijn verwijderd.
Op 3 januari 2020 kwam de Iraanse generaal Qassem Soleimani om bij een Amerikaanse raketaanval vlak bij de luchthaven.

## Luchtvaartmaatschappijen
| Luchtvaartmaatschappij | Bestemmingen |
| ---------------------- | --- |
| Al-Naser Airlines      | Frankfurt, Koewait, London-Gatwick, Malmö, Najaf, Stockholm-Arlanda                                                                  |
| Bahrain Air            | Bahrein |
| Cham Wings Airlines    | Damascus |
| Flying Carpet          | Beiroet |
| Gulf Air               | Bahrein |
| Gryphon Airlines       | Koewait |
| Iraqi Airways          | Amman, Bahrein, Basra, Beiroet, Caïro, Damascus, Dubai, Erbil, Istanboel-Atatürk, Najaf, Sana'a, Sulaymaniyah, Teheran-Imam Khomeini |
| Jupiter Airlines       | Dubai |
| Mahan Air              | Teheran-Imam Khomeini |
| Middle East Airlines   | Beiroet |
| Royal Jordanian        | Amman |
| Turkish Airlines       | Istanboel-Atatürk |